# アメリカ合衆国商務省
アメリカ合衆国商務省（アメリカがっしゅうこくしょうむしょう、英語: United States Department of Commerce、DOC）は、アメリカの行政機関のひとつ。経済成長の促進に関わる政策を所管する。
日本の経済産業省に相当する。

## 概要
この官庁は、もともと1903年2月14日に商務・労働省として設立された。その後、1913年3月4日に商務省に改称され、労働問題を専門とする部局は新しく設立された労働省へ移管された。

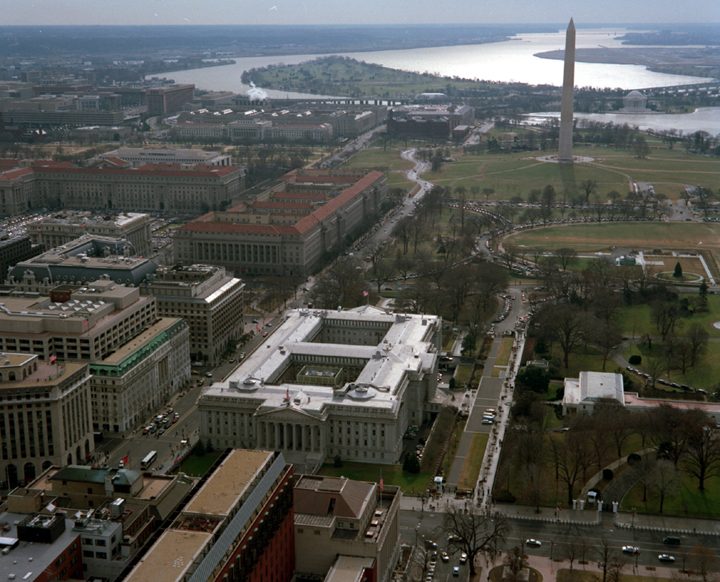
ワシントンD.C.に位置する商務省の建物（中央、赤い屋根）

商務省の任務は、経済成長、技術競争力、持続的発展を促進するインフラを整備することによって、すべてのアメリカ人のために雇用の創出と生活水準の向上を図ることにある。その職務には、事業や政府の意志決定のために経済的、人口学的データを収集すること、特許や商標の権利を付与すること、工業分野の標準化を推進することが含まれる。
商務省は、現在、商務長官によって統括されている。1903年から1913年までは、商務・労働長官によって率いられた。

## 組織
| 組織一覧                         | 組織一覧                         |
| -------------------------------- | -------------------------------- |
| 商務長官 (商務副長官)            | 経済開発局                       |
| 商務長官 (商務副長官)            | 国家電気通信・情報局             |
| 商務長官 (商務副長官)            | ビジネス連絡局                   |
| 商務長官 (商務副長官)            | 最高財務責任者・管理担当次官補局 |
| 商務長官 (商務副長官)            | 最高情報責任者局                 |
| 商務長官 (商務副長官)            | 長官官房                         |
| 商務長官 (商務副長官)            | 法律顧問局                       |
| 商務長官 (商務副長官)            | 監察総監局                       |
| 商務長官 (商務副長官)            | 立法・政府間調整局               |
| 商務長官 (商務副長官)            | 政策・戦略的計画局               |
| 商務長官 (商務副長官)            | 広報局                           |
| 商務長官 (商務副長官)            | 警備局                           |
| 商務長官 (商務副長官)            | 宇宙商務局                       |
| 商務長官 (商務副長官)            | ホワイトハウス連絡局             |
| 経済担当商務次官                 | 国勢調査局                       |
| 経済担当商務次官                 | 経済分析局                       |
| 経済担当商務次官                 | 経済統計局                       |
| 産業・安全保障担当商務次官       | 産業安全保障局                   |
| 産業・安全保障担当商務次官       | 輸出取締局                       |
| 知的財産担当商務次官             | 特許商標庁                       |
| 国際貿易担当商務次官             | 国際貿易局                       |
| 国際貿易担当商務次官             | 連邦商務局                       |
| 海洋・大気担当商務次官           | 国立海洋漁業局                   |
| 海洋・大気担当商務次官           | 海洋大気庁                       |
| 海洋・大気担当商務次官           | 海洋大気庁士官部隊               |
| 海洋・大気担当商務次官           | 国立海洋局                       |
| 海洋・大気担当商務次官           | 国立気象局                       |
| 海洋・大気担当商務次官           | 海洋・大気研究局                 |
| 標準化・技術担当商務次官         | 国立標準技術研究所               |
| 標準化・技術担当商務次官         | 科学技術情報局                   |
| マイノリティ企業開発担当商務次官 | マイノリティ企業開発局           |